# 1138 dans les croisades
Cette page regroupe les évènements concernant les Croisades qui sont survenus en 1138 : 
- avril : Jean II Comnène et Raymond de Poitiers prennent les places fortes d'Athârib et de Kafarthâd[1].
- l'empereur Jean II Comnène prend Vahka et envoie le prince Léon Ier d'Arménie en captivité à Byzance[1].
- mort de Baudouin, seigneur de Rama[2].